# 竹中七海
竹中七海（日语：／ Takenaka Nanami，1998年12月2日—），日本艺术体操运动员，2017年世界艺术体操锦标赛3人球操+2人绳操银牌得主和集体全能铜牌得主、2019年世界艺术体操锦标赛5人球操金牌得主、集体全能和3人圈操+2人棒操银牌得主。